# Numismatici italiani professionisti
I Numismatici Italiani Professionisti, in acronimo NIP, sono l'associazione italiana di categoria che raccoglie operatori commerciali a livello professionale nell'ambito della numismatica.
Possono aderire alla NIP tutte le persone che svolgono, in maniera esclusiva o prevalente, una professione legata alla numismatica da almeno quattro anni, che sono dotati di partita IVA, che hanno dato prova della propria preparazione tramite saggi, articoli, curatele di listini etc., che garantiscono l'autenticità del materiale commercializzato, che dichiarano di volersi conformare allo statuto e regolamento dell'associazione e i cui requisiti morali e professionali sono stati verificati dal consiglio direttivo o dall'assemblea generale.
Nata nel 1993, nel 2016 la NIP ha ottenuto il riconoscimento di "Associazione professionale non iscritta in ordini o collegi" da parte del MIMIT (Ministero delle Imprese e del Made in Italy) previsto dalla disciplina (legge n.4/2013).

## Il sigillo
A ciascun socio NIP viene assegnata la possibilità di usare un sigillo numerato che contiene il logo dell'associazione per utilizzarlo su perizie, stime e cartellini accompagnatori di monete, medaglie o cartamoneta.

## Differenze con periti
I soci NIP non sono automaticamente periti numismatici sebbene sia uso abbastanza diffuso definire periziate le monete da loro sigillate. Infatti il perito numismatico è iscritto in un apposito albo, tenuto dal tribunale o dalla camera di commercio di competenza territoriale, al quale può accedere dopo il superamento di un esame.
Sebbene molti periti numismatici siano anche soci NIP, solo parte dei professionisti che aderiscono alla NIP sono di fatto periti. È quindi scorretto, in generale, parlare di perizie in merito a monete sigillate da un esperto NIP.

## Il registro nazionale
Una delle critiche più spesso rivolte all'organizzazione NIP riguarda il fatto che i soci non siano differenziati per area di competenza numismatica e che, di conseguenza, possano usare il sigillo professionale anche per monete di cui hanno meno competenza.
Per questo motivo, dal 2010, la NIP ha istituito uno specifico albo di esperti inizialmente denominato Albo Esperti NIP e successivamente Registro Nazionale Periti Esperti. A questo albo possono accedere esclusivamente i soci che aderiscono alla NIP da almeno cinque anni e che dichiarino massimo due aree specifiche di competenza. Gli esperti che accedono a questo albo interno possono certificare e sigillare solo le monete rientranti nelle aree di loro competenza. Ogni certificato o cartellino compilato da un esperto NIP iscritto al RENNPE viene redatto su un modulo con ologramma iridescente anti falsificazione.

## Consiglio direttivo
Il Consiglio direttivo della NIP viene eletto dall'assemblea dei soci e si rinnova ogni 3 anni.
Per il triennio 2023-26 è stato eletto presidente Umberto Moruzzi, con vice presidente Luca Alagna. I consiglieri sono Cesare Costantini, Fabio Grimoldi, Francesco Cavaliere, Gerardo Vendemia e Marco Esposito (con carica di segretario e tesoriere).

## Comitato Numismatico Italiano
L'associazione dispone di una struttura tecnico-scientifica, denominata Comitato Numismatico Italiano, che incentiva la ricerca numismatica, il collezionismo, la tutela del patrimonio culturale italiano e la formazione professionale dei soci.